# Austrália nos Jogos Paralímpicos de Verão de 1980
Austrália participou dos Jogos Paralímpicos de Verão de 1980, que foram realizados na cidade de Arnhem, nos Países Baixos (Holanda), entre os dias 21 e 30 de junho de 1980.
Obteve 55 medalhas, das quais 12 de ouro.